# North Crossett
North Crossett est une census-designated place du comté d'Ashley, dans l’État américain de l'Arkansas.